# Konstantin Grigorishin
Konstantine Grigorichine, né le 16 novembre 1965, est un milliardaire russo-ukrainien. 
Homme d'affaires dans le secteur de l'énergie et de la construction navale, il est aussi connu pour ses investissements dans la culture et le sport, particulièrement la natation pour avoir créé la compétition nommée International Swimming League.

## Biographie
Konstantin Grigorishin naît le 16 novembre 1965 à Zaporijjia, en Ukraine soviétique. Il est issu d'une famille d’ingénieurs et de constructeurs de moteurs d’avions.
En 1982, il termine le lycée spécialisé en maths-physiques de Zaporijjia. Il poursuit ses études à l’Institut de physique et de technologie de Moscou et suit deux cursus : en électronique quantique et ensuite en physique appliquée.
Après l’obtention de son diplôme, il commence à travailler à la faculté théorétique de l’Institut de spectroscopie de l'URSS. Puis, il crée avec d'autres diplômés de l'Institut de physique et de technique de Moscou sa première entreprise AragornSoft. Cette dernière est alors spécialisée dans les solutions systématiques sur le marché de la cybernétique.
En 1993, avec les mêmes partenaires, il se lance dans la production et la vente de métaux et de fers, avant de créer une nouvelle entreprise, Sozidanie, en 1995.
Entre 1996 et 2000, durant la vague de privatisation en Ukraine, Konstantin Grigorishin investit dans plusieurs entreprises dans le domaine de la métallurgie, l'ingénierie mécanique et le transport-logistique.
En 2005, Konstantin Grigorishin devient l'un des principaux actionnaires du groupe Energy Standard qui possède plusieurs usines d'équipements d'énergie électrique en Ukraine. Puis à partir de 2007, il devient actionnaire majoritaire de l'entreprise UkrRechFlot.
Depuis le 1er novembre 2018, Konstantin Grigorishin fait partie des citoyens d’Ukraine sur lesquels s’appliquent les sanctions russes.

### Vie personnelle
Konstantin Grigorishin vit à Londres depuis quelques années. Il est marié avec Natalia Yakos et a trois enfants : Eugénie (1988), Ivan (1998) et Georgiy (2010). Son fils, Ivan Grigorishin, est un nageur de classe mondiale.
Après avoir fait, le 15 mars 2016, sa demande de naturalisation ukrainienne, il l'obtient en mai 2016.

## Actifs
Konstantin Grigorishin affirme que ses actifs ukrainiens rassemblent 95 % de son business. Il est actionnaire majoritaire au sein de plusieurs entreprises dans le secteur de l'électro-énergie, notamment en Ukraine. Ainsi, depuis les années 2000, il est un des actionnaires principaux de Zaporozhtransformator, le principal producteur de transformateurs de puissance en Ukraine.

### Liste des actifs
- Vynnitsaoblenergo (50 %)
- Zaporozhtransformator (100 %)
- Zaporozhye Kabel Zavod (100 %)
- Zaporozhyeoblenergo
- Poltavaoblenergo
- Kiev
- Sumoblenergo
- Ternoploblenergo
- Ukrrichflot (100%)
- Chernigovoblenergo

### Capital
En 2015, le magazine Forbes évalue sa fortune à 1,3 milliard de dollars.

## Investissements dans le sport

### FC Sumy
En juin 2010, Konstantin Grigorishin devient l’investisseur principal du club de football du FC Sumy qui évolue alors en deuxième division ukrainienne. Dans la foulée de son arrivée, il éponge les dettes du club qui étaient estimées à 640 000 grivnas.

### International Swimming League (ISL)
En 2013, son entreprise Standard Énergétique devient le mécène de la Fédération ukrainienne de natation.
En 2018 Konstantin Grigorishin lance son nouveau projet d'ISL, l'International Swimming League et y consacre un budget de 21,5 millions d'euros,,.
Au cours de la première saison, huit équipes y participent, dont quatre européennes et quatre nord-américaines. Konstantin Grigorishin s'intéresse de près à la natation car son fils Ivan est un nageur professionnel. Il décide d'investir dans l'ISL et de modifier les formats des compétitions mondiales afin de les rendre plus vivantes et attractives pour le public. Son objectif: rendre l'émotion des courses à l'écran. Selon lui, « les JO sont démodés », justifiant son argument par l'idée « il n'y a pas de méchanceté derrière ce terme (...) Mais pour être attractifs auprès de la jeune génération pour les nouveaux spectateurs, nous devons être plus interactifs et plus divertissants ».
Les meilleurs nageurs du monde comme Florent Manaudou et Chad le Clos participent à la première saison de la ligue,.
En 2019, Konstantin Grigorishin fonde Energy Standard, une équipe de nageurs basée en France, afin qu'elle participe à l'International Swimming League.
Le 9 septembre 2020, dans le cadre d'une conférence de presse à Paris, Konstantin Grigorishin annonce le nouveau règlement ainsi que les dates de la deuxième saison de l'ISL,.
Au cours des six semaines de compétition de l'ISL à Budapest en octobre et novembre 2020, Konstantin Grigorishin demeure tout son temps dans l'hôtel réservé aux athlètes. Il multiplie les entretiens individuels avec chacun d'entre eux afin de leur afficher sa volonté de révolutionner leur sport. Il ambitionne par exemple d'installer des bassins au pied de la Tour Eiffel ou des pyramides de Gizeh au Caire. Interrogés par les médias, les nageurs et nageuses affichent leur enthousiasme quant au projet du créateur de l'ISL, malgré les critiques qu'il a subies au cours de la compétition.

## Philanthropie
En 1993, Konstantin Grigorishin se lance dans la collection d'art. En 2012, avec près de 240 peintures et 500 peintures graphiques, sa collection est évaluée à 254 millions d'euros par la société d'assurance Lloyd's. Ses peintures se trouvent en Russie et en Ukraine. Cependant, près de deux tiers de sa collection sont constamment en exposition dans le monde entier.
En 2020, Konstantin Grigorishin fonde l’Institut International de la philosophie politique.